# Dicoryphe stipulacea
Dicoryphe stipulacea är en trollhasselart som beskrevs av Jaume St.-hil.. Dicoryphe stipulacea ingår i släktet Dicoryphe och familjen trollhasselfamiljen. Inga underarter finns listade i Catalogue of Life.